# 譚志源
譚志源，GBS，JP（1964年5月29日—），前任香港政制及內地事務局局長，第十三屆港區人大代表、現任香港賽馬會公司事務執行總監。
曾經擔任民政事務局副秘書長、政制及內地事務局副局長、行政長官辦公室主任。在梁振英出任特首時，曾與時任政務司司長林鄭月娥、律政司司長袁國強合稱「政改三人組」。

## 簡歷
譚志源在1976年畢業於鐘聲學校、新界鄉議局元朗區中學（1976年至1983年；中七），於香港大學工程理學士學位畢業（1987年）。譚志源於1987年9月加入政務職系，至2007年4月晉升至香港政府首長級乙級政務官；期間先後在中央政策組、政制事務局、財政司司長辦公室、香港行政長官辦公室、香港駐日內瓦經濟貿易辦事處及政府新聞處服務。
2003年，時任財政司司長梁錦松於提高汽車首次登記稅前偷步購買車輛，當時任職梁錦松新聞秘書的譚志源被指責未有提醒上司可能涉及利益衝突而備受批評，質疑其工作能力及誠信，令其公務員生涯蒙上污點。譚志源於電台上承認，事件一度影響其仕途，後來幸而獲得政制及內地事務局局長林瑞麟「收留」，才有「翻身」機會。譚志源在政制及內地事務局服務時，協助林瑞麟推銷政改方案表現出色，至2006年調任策略發展委員會秘書，於2007年調任民政事務局副秘書長。至2008年6月，林瑞麟邀請他出任政制及內地事務局副局長，譚只考慮一晚即答應脫離公務員體系，加入政治委任隊伍，成為首位公務員出身的副局長。2009年8月，他出任香港行政長官辦公室主任。
2011年9月，譚志源獲委任接替林瑞麟擔任政制及內地事務局局長，梁振英成為行政長官後，獲得留任。
2017年3月，譚志源宣布不再留任政府，之後他加入前上司、前財政司司長梁錦松旗下公司，擔任新風天域醫療副主席和新風天域教育主席，發展集團在內地的康復醫院及醫護教育等服務。
2017年6月30日，聶德權接替離任譚志源。
2017年12月，譚志源參與第十三屆港區人大代表選舉，最終以得票1580票當選港區人大代表。
2018年8月15日，譚志源獲委任為香港賽馬會公司事務執行總監。
2023年，譚志源卸任港區人大代表。

## 爭議言論

### 《中英聯合聲明》完成歷史任務
2014年12月17日，政制及內地事務局局長譚志源在立法會回應質詢時稱《中英聯合聲明》已完成歷史任務。

## 宗教信仰
譚志源是基督徒。在2017年11月，譚志源和梁錦松為基督教佈道大會「香港福音盛事2017」拍攝宣傳短片。12月，譚志源出席了在香港大球場舉行的佈道大會及在場分享見證。